# 袋槍
袋槍（ふくろやり）とは、矛と同様に穂先の根本がソケット状になっている「袋穂」という形になっており、そこに柄を差し込む形状の槍の総称。別称：かぶせ槍、袋穂槍とも。
槍の中子を柄に差し込むものに比べて柄の交換が容易であり、強度がある反面、重量が増えることから穂先の短い物が多い。目釘を打つ場合は鉄目釘が一般的である。
福岡藩で下級武士・足軽が学ぶ武術「男業」の一つである棒術流派の天阿弥流兵杖は、戦闘時に袋槍を装着して戦えるように工夫されていたという。

これに影響されたのかどうかは分からないが、同じ福岡藩の男業流派であった神道夢想流杖術の某修行者は心得として、事あるときに使用するため、この穂先をつねに携帯していたという。